# Ameles aegyptiaca
Ameles aegyptiaca är en bönsyrseart som beskrevs av Werner 1913. Ameles aegyptiaca ingår i släktet Ameles och familjen Mantidae. Inga underarter finns listade i Catalogue of Life.